# Общество объединённых ирландцев

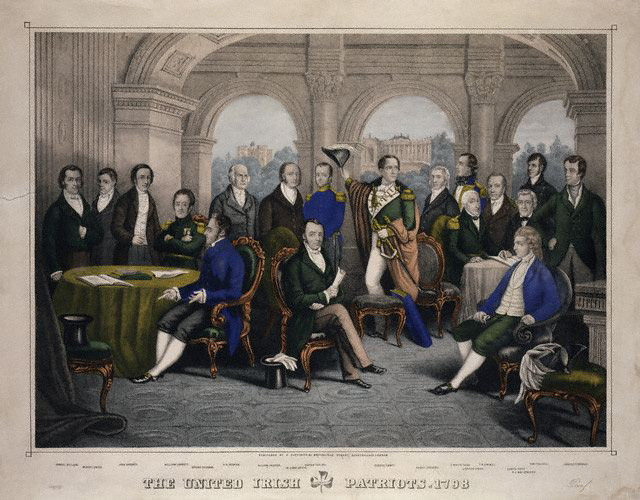
Общество объединённых ирландцев

Общество объединённых ирландцев (ирл. Cumann na nÉireannach Aontaithe, англ. Society of United Irishmen) — либерально-политическая католическая организация ирландских буржуазных революционеров в 1791—1798 гг., которая возникла в октябре 1791 в Белфасте (Ирландия) и стремилась к внедрению реформ в политической жизни.
Впоследствии превратилась в радикальную революционную республиканскую организацию, воодушевлённую примером американской и французской революций.
Наиболее активную силу «Объединённых ирландцев» составляли республиканцы-демократы (Вольф Тон, Эдвард Фицджеральд, Томас Эддис Эммет и др.), выдвинувшие программу борьбы за независимую ирландскую республику, отмену сословных и феодальных привилегий лендлордов и англиканской церкви.
На призыв к ликвидации помещичьего землевладения ирландские буржуазные революционеры не решились. В результате репрессий «Общество объединённых ирландцев» в 1794 должно было перейти на нелегальное положение. Вскоре оно стало подпольным центром по подготовке вооружённого восстания против английского господства.
Общество подняло Ирландское восстание 1798 года с целью свержения британского монархического правления в Ирландии и создания независимой Ирландской республики. Восстание пришлось на время Революционных войн и было согласовано с французами. Однако незадолго до начала восстания 1798 (23 мая — 17 июля) лидеры «Общества объединённых ирландцев» были арестованы, что лишило повстанцев централизовованного руководства.
Организатором и главой «Общества объединённых ирландцев», которое распространилось по всей Ирландии и вело активную агитацию за сохранение ирландской политической самостоятельности, но на демократических началах, с 1783 года был Вольф Тон. В ряде городов Ирландии создавались местные ячейки «Общества объединённых ирландцев».
В 1798 году восставшие «Объединённые ирландцы» провозгласили Ирландскую Республику или Республику Коннахт со столицей в городе Каслбар. Президентом Республики Коннахт стал Джон Мур.
В числе известных членов «Общества объединённых ирландцев» были Роберт Эммет, Томас Эддис Эммет (руководитель революционной организации в 1790-х годах), Оливер Бонд, Артур О’Коннор, Джеймс Орр, Томас Пейн (почётный член), Стивен Мэтьюрин (вымышленный персонаж, герой серии военно-морских приключений английского писателя Патрика О’Брайана) и др.